# Oglądalność
Oglądalność – procent grupy docelowej oglądający dany program telewizyjny, stację telewizyjną, reklamę itp. Wyniki badań telemetrycznych są źródłem informacji dla stacji telewizyjnych, dzięki którym nadawcy wiedzą, jak konstruować ramówki, by cieszyły się popularnością wśród widzów. Natomiast domy mediowe posługują się wynikami jako narzędziem do planowania kampanii reklamowych.

## Oglądalność w Polsce

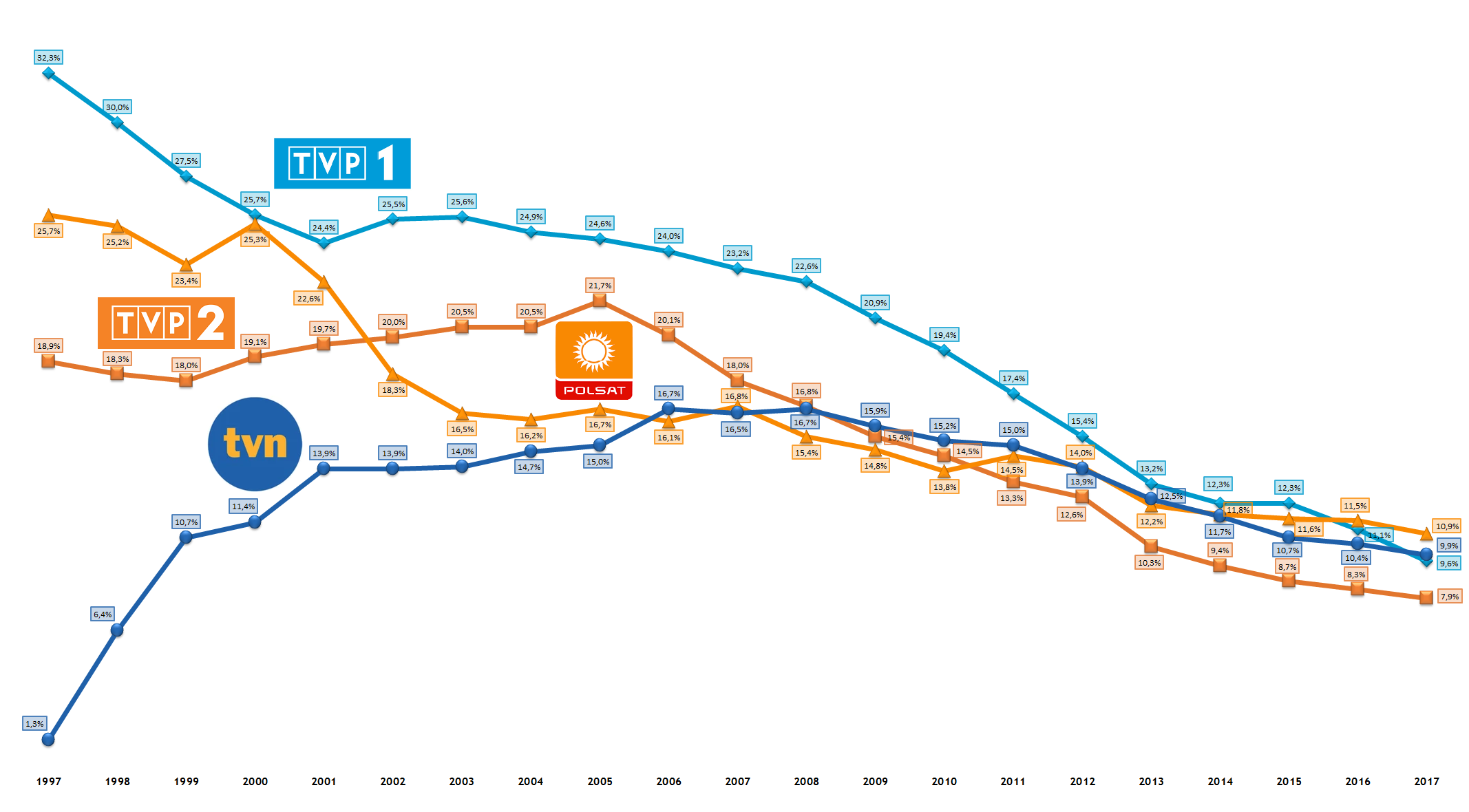
Oglądalność czterech największych stacji telewizyjnych w Polsce (TVP1, TVP2, Polsat, TVN) w latach 1998–2014 według AGB Nielsen Media Research

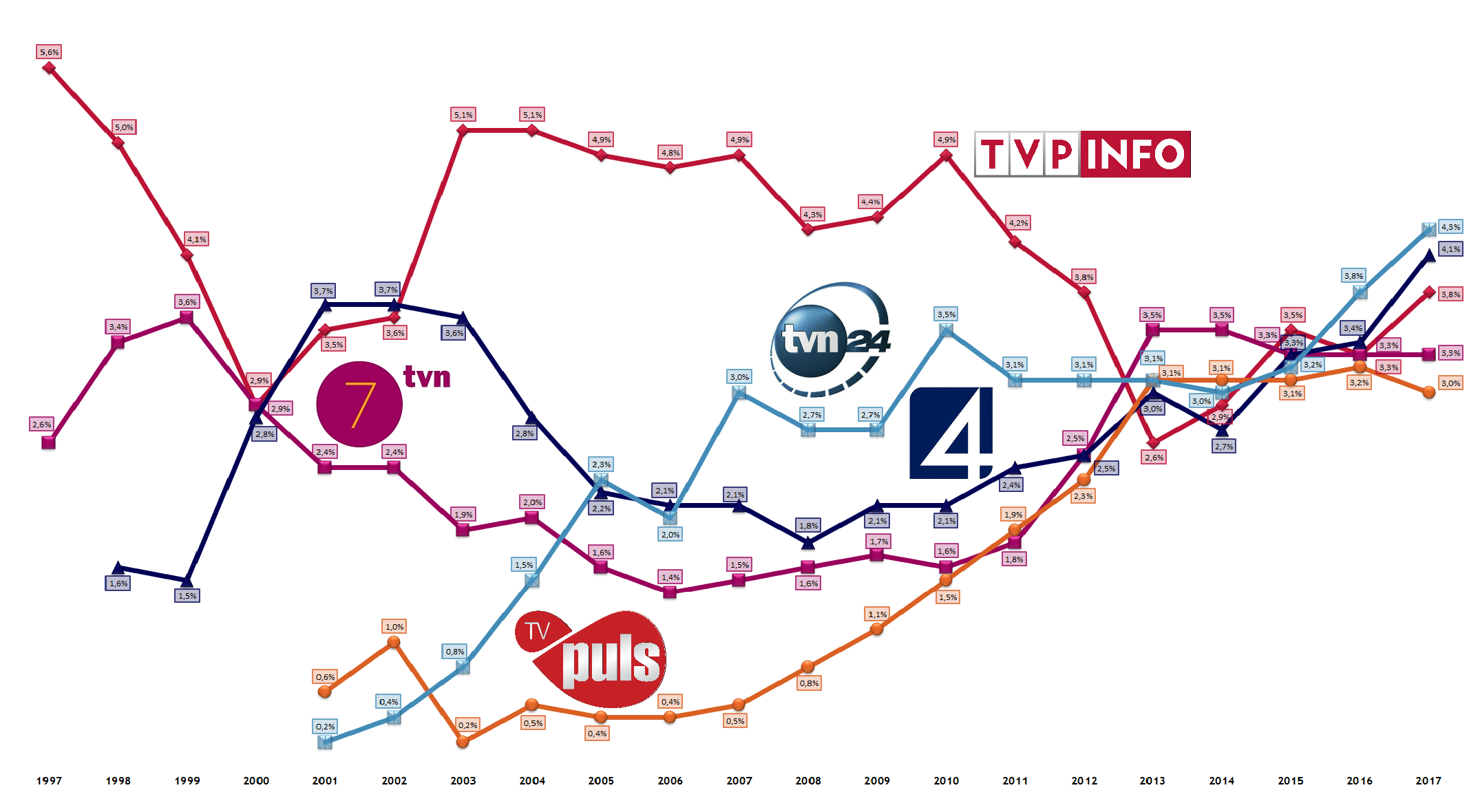
Oglądalność pięciu stacji telewizyjnych mających obecnie co najmniej 2% udziałów w rynku od 1998 roku według AGB Nielsen Media Research (TVP Info w latach 1994–2002 TVP Regionalna, zaś w latach 2002–2007 TVP3, TV4 w latach 1998–2000 Nasza TV, TVN 7 w latach 1996–2002 RTL 7)

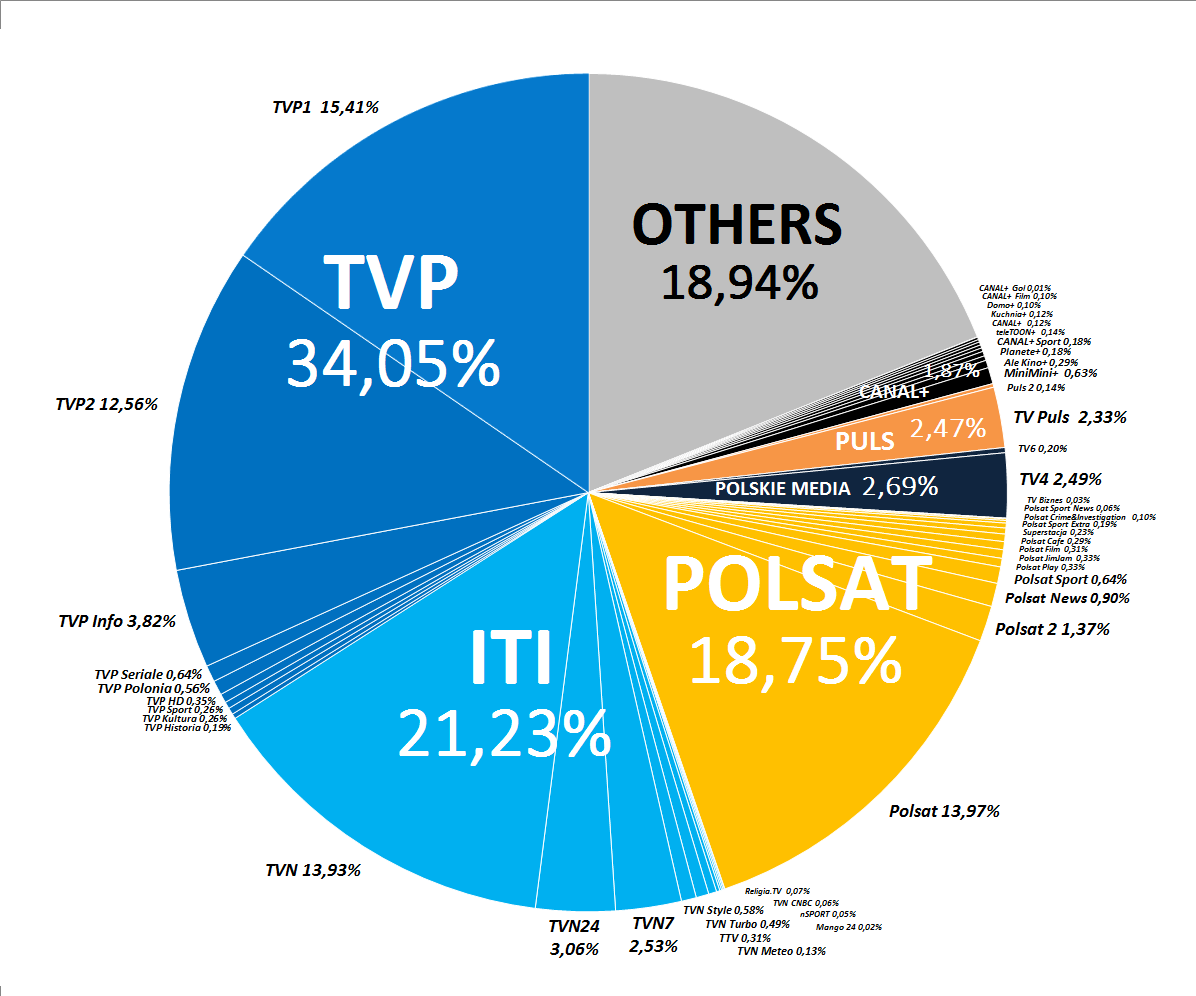
Oglądalność według nadawców w 2012 roku

W Polsce oglądalność mierzona jest od 1996 roku przez ośrodek badawczy AGB Nielsen Media Research, część koncernu Nielsen Company. Oddziały tej firmy mierzą oglądalność w ponad 25 krajach świata. W latach 1997–2011 badania telemetryczne prowadził również instytut TNS Polska (wcześniej pod nazwą TNS OBOP). TNS Polska prowadziła pomiar oglądalności wyłącznie dla TVP, która zdecydowała się przejść na wyniki Nielsena. Od 2011 roku wszyscy uczestnicy rynku (tj. stacje telewizyjne, domy mediowe i reklamodawcy) korzystają z danych telemetrycznych od jednego dostarczyciela, co jest standardem także w innych państwach świata.
Z uwagi na metodologię badań wyniki oglądalności są podawane dla każdej minuty. Oznacza to, że oglądalność programu jest średnią z jego minutowych oglądalności. W 2016 r. Nielsen Audience Measurement bada oglądalność 164 stacji dla telewizji linearnej.
Badania nie uwzględniają TV Trwam, która nie jest monitorowana przez Nielsen Audience Measurement.
W 2016 r. Nielsen planował uruchomić w Polsce pomiar oglądalności reklam w internecie (Digital Ad Ratings).